# ソリス湖
ソリス湖（ソリスこ、英: Solis Lacus）は、火星の低アルベド地形の地名である。
ソリス湖はタルシスの南東とマリネリス峡谷の南西、高アルベド地形サウマシアの中に位置する、目の瞳孔が似ている、かつてラテン語の目―オクルス (Oculus) 及び火星の目と呼ばれる、砂嵐が発生したときにサイズと形状を変更する。